# Mangatsiotra
Mangatsiotra est une commune rurale malgache située dans la région de Fitovinany.